# Premio Lenin
Il premio Lenin fu uno dei maggiori riconoscimenti assegnati in Unione Sovietica. Istituito il 23 giugno 1925, fu assegnato fino al 1934, per poi essere sospeso nel periodo che va dal 1935 al 1955. Fu ripristinato il 15 agosto 1956 e continuò ad essere assegnato annualmente fino al 22 aprile 1990, anno del centoventesimo anniversario della nascita di Lenin. I destinatari di questo prestigioso riconoscimento venivano scelti tra i cittadini sovietici che si fossero distinti particolarmente nei campi della scienza, letteratura, arte, architettura e tecnologia.
Il premio Lenin non va confuso col premio Lenin per la pace, consegnato a quei cittadini stranieri che si distinsero per il loro contributo alla pace.